# 広島県道70号広島中島線
広島県道70号広島中島線（ひろしまけんどう70ごう ひろしま なかしません）は、広島県広島市の南区から安佐北区に至る県道（主要地方道）である。

## 概要

### 路線データ
- 起点 : 広島県広島市南区 [1]
- 終点 : 広島県広島市安佐北区 [1]
- 重要な経過地 : 広島県安芸郡府中町 [1]
- 路線延長 : 実延長 19.018 km（2013年4月1日現在） [1]
- 路線認定 : 1982年（昭和57年）12月6日 [1]

## 歴史
2014年（平成26年）12月21日まで東区の馬木六丁目 「馬木六丁目交差点」 （温品バイパス 交点）から温品五丁目 「下温品交差点」 （広島県道152号府中祇園線 交点）の区間 (4.5 km) において、上り線（JR広島駅方向）に午前7時00分から午前7時30分の間が通行禁止（バス・タクシー・二輪車を除く）となる交通規制が敷かれていた。

### 年表
- 1982年（昭和57年）12月6日 - 広島県告示1277号により路線認定[1]。
- 1993年（平成5年）5月11日 - 建設省から、県道広島中島線が広島中島線として主要地方道に指定される[4]。
- 2014年（平成26年）12月22日 - 上り線 馬木六丁目交差点から下温品交差点 (4.5 km) における朝の交通規制が解除[2][3]。

## 路線状況
広島市の南区と安佐北区を結ぶ一つの主要地方道の県道として認定されているものの両者を短絡で結ぶ路線ではない。元は一般県道で、性格や役割の異なる複数の路線を繋ぎ合わせ、一つの主要地方道として認定しており、“コの字形”の路線経路となっている。
一部区間は緊急輸送道路に指定されており、このうち広島市区間の 3.2 km が第1次緊急輸送道路、5.2 km が第2次緊急輸送道路、0.8 km が第3次緊急輸送道路に指定されている。また、安芸郡府中町区間では 0.6 km が第1次緊急輸送道路に指定されている。

### 通称
- 二葉通り （広島市東区愛宕町 「愛宕交番前交差点」 - 広島市東区東蟹屋町 「東蟹屋町交差点」）
- あけぼの通り （広島市東区東蟹屋町 「東蟹屋町交差点」 - 広島市東区矢賀新町一丁目 「矢賀新町二丁目交差点」）
- 温品通り （広島市東区温品五丁目 「下温品交差点」 - 広島市安佐北区小河原町 「緑化センター入口交差点」）
- 白木街道 （広島市安佐北区上深川町 「小河原口交差点」 - 広島市安佐北区深川五丁目 「中深川交差点」）
- 深川通り （広島市安佐北区深川五丁目 「中深川交差点」 - 広島市安佐北区可部南三丁目 「深川入口交差点」）

### バイパス
- 温品バイパス（広島市東区）
  - かつては一般有料道路区間と一般道路区間で構成されていた。間所出入口から馬木出入口までは一般有料道路「安芸府中道路」となっていたが、広島高速1号線（広島県道472号広島東インター線）に編入となり、馬木出入口料金所前（森林公園入口交差点）から馬木六丁目交差点までの一般道路区間のみが本県道の支線として残る。

### 重複区間

#### 現道
- 広島県道84号東海田広島線（広島市東区愛宕町・愛宕交番前交差点 - 広島市東区矢賀新町一丁目・矢賀新町二丁目交差点）
- 広島県道152号府中祇園線（広島市東区矢賀六丁目・鶴江橋西詰交差点 - 広島市東区温品五丁目・下温品交差点）
- 広島県道37号広島三次線（広島市安佐北区上深川町・小河原口交差点 - 広島市安佐北区深川五丁目・中深川交差点）

#### 支線
上深川支線
- 広島県道37号広島三次線（広島市安佐北区上深川町・友光神社前交差点 - 小河原口交差点）

### 道路施設
- 愛宕踏切：JR広島駅のすぐそばにあるため開かずの踏切になることが多い。

## 地理

### 通過する自治体
- 広島市（南区・東区・安佐北区）
- 安芸郡府中町

### 交差する道路
| 交差する道路                                                                                    | 市町村名 | 市町村名 | 交差する場所  | 交差する場所                                      |
| ----------------------------------------------------------------------------------------------- | -------- | -------- | ------------- | ------------------------------------------------- |
| 広島県道37号広島三次線                                                                          | 広島市   | 南区     | 猿猴橋町      | 猿猴橋町4番交差点 / 起点                          |
| 広島市道駅前大州線                                                                              | 広島市   | 南区     | 猿猴橋町      | 猿猴橋町交差点                                    |
| 広島県道84号東海田広島線 重複区間起点 広島県道264号中山尾長線 広島市道常盤橋若草線 重複区間起点 | 広島市   | 東区     | 愛宕町        | 愛宕交番前交差点                                  |
| 広島市道天満矢賀線 重複区間起点 広島市道常盤橋若草線 重複区間終点                               | 広島市   | 東区     | 東蟹屋町      | 東蟹屋町交差点                                    |
| 広島県道84号東海田広島線 重複区間終点 広島市道天満矢賀線 重複区間起点                           | 広島市   | 東区     | 矢賀新町2丁目 | 矢賀新町2丁目交差点                               |
| 広島高速2号線                                                                                   | 広島市   | 東区     | 矢賀6丁目     | 矢賀6丁目交差点 09-220 / 09-221 矢賀出入口        |
| 広島県道152号府中祇園線 重複区間起点                                                            | 広島市   | 東区     | 矢賀6丁目     | 鶴江橋西詰交差点                                  |
| 広島高速1号線 広島市道中筋温品線未供用                                                          | 広島市   | 東区     | 温品1丁目     | 間所インター入口交差点 09-216 / 09-217 間所出入口 |
| 広島県道152号府中祇園線 重複区間終点                                                            | 広島市   | 東区     | 温品5丁目     | 下温品交差点                                      |
| 広島高速1号線 広島市道東1区115号線                                                              | 広島市   | 東区     | 上温品1丁目   | 温品インター入口交差点 09-214 / 09-215 温品出入口 |
| 広島県道70号広島中島線 / 馬木支線                                                               | 広島市   | 東区     | 馬木6丁目     | 馬木6丁目交差点                                   |
| E2 山陽自動車道                                                                                 | 広島市   | 東区     | 福田1丁目     | 広島東インター入口交差点 28 広島東IC              |
| 広島高速1号線 広島市道福田線                                                                    | 広島市   | 東区     | 福田4丁目     | 福田4丁目交差点 09-210 / 09-211 福田出入口        |
| 広島県道176号小河原志和線                                                                       | 広島市   | 安佐北区 | 小河原町      | 緑化センター入口交差点                            |
| 広島県道70号広島中島線 / 上深川旧道                                                             | 広島市   | 安佐北区 | 上深川町      |                                                   |
| 広島県道37号広島三次線 重複区間起点 広島県道70号広島中島線 / 上深川旧道                         | 広島市   | 安佐北区 | 上深川町      | 小河原口交差点                                    |
| 広島県道37号広島三次線 重複区間終点                                                             | 広島市   | 安佐北区 | 深川5丁目     | 中深川交差点                                      |
| 広島市道高陽可部線 重複区間起点                                                                 | 広島市   | 安佐北区 | 深川2丁目     | 根の谷川橋南交差点                                |
| 広島市道高陽可部線 重複区間終点                                                                 | 広島市   | 安佐北区 | 可部南3丁目   | 中島駅東交差点                                    |
| 国道183号 国道191号 重複 国道261号 重複                                                         | 広島市   | 安佐北区 | 可部南3丁目   | 深川入口交差点 / 終点                             |
| 馬木支線（温品バイパス）                                                                        |          |          |               |                                                   |
| 広島高速1号線                                                                                   | 広島市   | 東区     | 馬木4丁目     | 森林公園入口交差点 09-212 / 09-213 馬木出入口     |
| 広島県道70号広島中島線 / 現道                                                                   | 広島市   | 東区     | 馬木6丁目     | 馬木6丁目交差点                                   |
| 上深川旧道                                                                                      |          |          |               |                                                   |
| 広島県道70号広島中島線 / 現道                                                                   | 広島市   | 安佐北区 | 上深川町      |                                                   |
| 広島県道37号広島三次線 重複区間起点                                                             | 広島市   | 安佐北区 | 上深川町      | 友光神社前交差点                                  |
| 広島県道37号広島三次線 重複区間終点 広島県道70号広島中島線 / 現道                               | 広島市   | 安佐北区 | 上深川町      | 小河原口交差点                                    |

### 沿線にある施設など

#### 主要施設
- 広島駅
- EKICITY HIROSHIMA
- 東区役所
- 東区民文化センター・広島市立東区図書館
- イオンモール広島府中
- 芸備線 矢賀駅
- JR貨物広島車両所
- 山陽新幹線博多総合車両所広島支所
- フォレオ広島東
- 広島市森林公園
- 芸備線 上深川駅
- 芸備線 中深川駅
- 芸備線 下深川駅
- 可部線 中島駅

#### 名所・旧跡
- 中世山陽道：広島県道84号東海田広島線との重複区間において並行。